# Jean de Marville

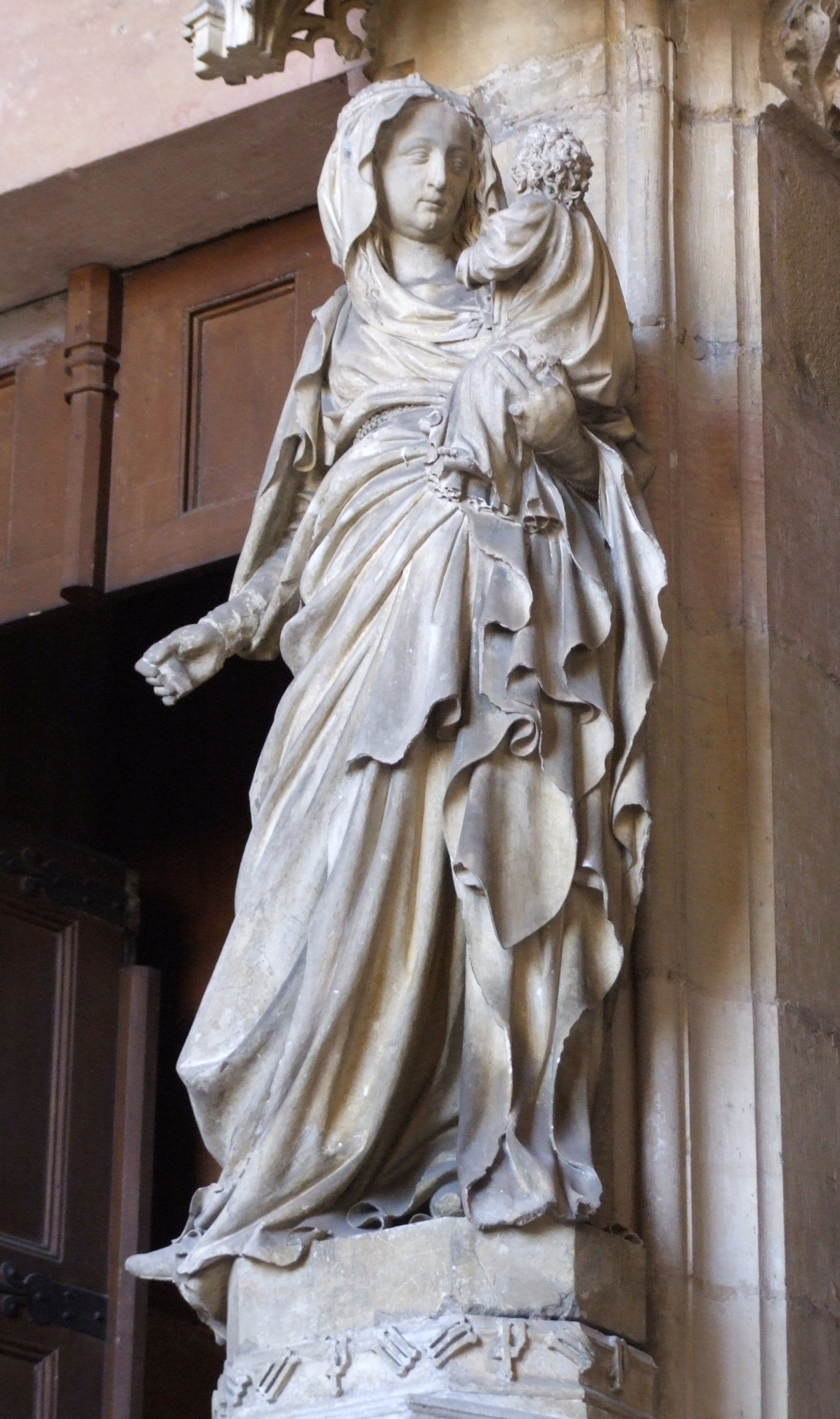
Middenpilaar van de kapel van het klooster Champmol

Jean de Marville († 1389) was een beeldhouwer aan het einde van de 14e eeuw, afkomstig uit Noord-Frankrijk.

## Afkomst
Zijn naam zou erop kunnen duiden dat hij uit Marville in het huidige departement Meuse kwam. Waarschijnlijker is echter Merville bij Hazebroek, want de voornaam Hennequin waarmee hij vaak werd aangeduid, is een diminutief van Jan en wijst op een Vlaamse afkomst. Ook Mervel bij Sint-Truiden is een mogelijkheid.

## Levensloop
Jean de Marville is vooral bekend door zijn activiteiten in Bourgondië. Voordien werkte hij in Rijsel aan de Sint-Pieterskerk (1366) en in Rouen aan de kathedraal (1369). Daarna was hij in Parijs, waar hij aan de graftombe van koning Karel V van Frankrijk werkte. In 1381 werd hij door Bourgondisch hertog Filips de Stoute aangesteld als maître imagier (hofbeeldhouwer) om te werken aan de bouw van het kartuizer klooster van Champmol bij Dijon. Het beeld in de middenpilaar van de kapel in het klooster wordt aan hem toegeschreven, soms echter ook wel aan zijn medewerker Claus Sluter. Hij maakte het eerste ontwerp van de graftombe van de hertog, maar vanaf zijn overlijden in 1389 hebben Claus Sluter en Claus van de Werve het voltooid.

## Werken
Slechts een beperkt aantal werken kan met zekerheid aan Jean de Marville worden toegeschreven:
- 1366: Reparatiewerkzaamheden aan een pilaar in de Sint-Pieterskerk te Rijsel (Lille) (nu verdwenen).
- 1369: Graf van koning Karel V van Frankrijk onder leiding van beeldhouwer Jean de Liège.
- 1384: Ontwerp van het graf van de hertog van Bourgondië Filips de Stoute.
- 1388: Ontwerp van het portaal van de Chartreuse-kapel met Drouet de Dammartin.

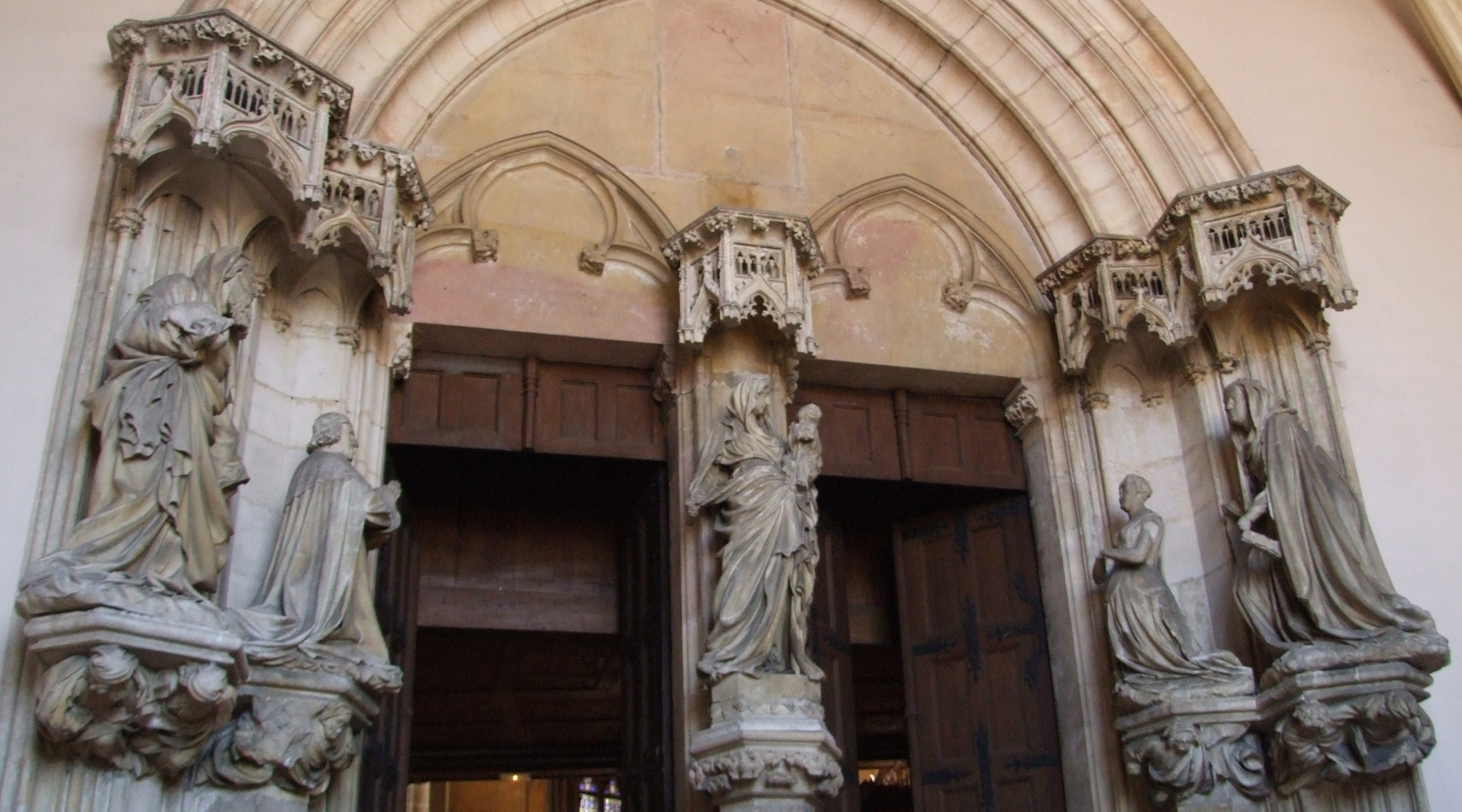
Portaal van de kapel van het klooster Champmol

- Gemeinsame Normdatei: 130305405
- Union List of Artist Names: 500124418
- Virtual International Authority File: 15873873